# Guido H. E. Gendolla
Guido H. E. Gendolla (* 7. April 1967 in Hamm) ist ein deutsch-schweizerischer Psychologe; er leitet das Genfer Motivationslabor und die Forschungsgruppe für Motivationspsychologie an der Abteilung für Psychologie und ist Professor an der Universität Genf.

## Leben
1987 begann er sein Psychologiestudium an der Universität Bielefeld. 1993 legte er das Diplom in Psychologie unter Betreuung von Robert A. Wicklund ab (Thema: Aufgabenbewältigung und Stereotypisierungstendenz). Von 1993 bis 1995 war er wissenschaftlicher Mitarbeiter an der Universität Bielefeld. 1995 promovierte er ebenfalls an der Universität Bielefeld (Promotionsthema: Motivationale Erregung und statisches Denken). Dann wechselte er 1995 bis 2003 auf eine Assistentenstelle an der Universität Erlangen. Seine Habilitation in Psychologie erfolgte 2002 an der Friedrich-Alexander-Universität Erlangen-Nürnberg. Seit 2003 hat er eine Professur für Psychologie an der Universität Genf inne.

## Werk
Seine Forschungsinteressen liegen im Bereich des impliziten und expliziten Affekts und des Selbst bei Motivationsfragen. Seine Forschung ist hauptsächlich experimentell und konzentriert sich auf Motivation und Emotionen. Die Forschungsarbeiten befassen sich mit der Motivationsintensität, die als Reaktionen des Herz-Kreislauf-Systems im Zusammenhang mit der Aufgabenerfüllung quantifiziert wird (Psychophysiologie der Motivation), sowie mit Verhaltenspräferenzen bei Wahlverhalten und Lernen. Weitere Forschungsinteressen liegen im Bereich von Gesundheitspsychologie und Stress.

## Ehrungen/Positionen
- 2003 bis 2005: Lehrauftrag am Departement für Psychologie der Universität Freiburg
- 2016: Gastprofessor am Departement für Psychologie der New York University
- 2003 bis 2006: Heisenberg-Stipendium der Deutschen Forschungsgemeinschaft

## Privates
Er ist verheiratet und das Ehepaar hat zwei Töchter.

## Publikationen (Auswahl)
Monografien
- Motivationale Erregung und statisches Denken. Shaker Verlag, Aachen 1995.

Herausgeberschaften
- Mit M. Tops; S. Koole: Handbook of biobehavioral approaches to self-regulation. Springer New York, NY 2015.
- Mit R. A. Wright: How motivation affects cardiovascular response: Mechanisms and applications. APA Press, Washington DC 2012.

Zeitschriftenartikel/Buchbeiträge
- The intensity of mental effort: “the heart does not lie”. In: Synthese, 2025, 205 (6).
- The emotive effects of conspiracy beliefs: More about emotion and motivation. In: Psychological Inquiry, 2025, 35, S. 203–206.
- Mit M. Richter: Mental computational processes have always been an integral part of motivation science. In: Behavioral and Brain Sciences, 2025, 48, e41, S. 38–39.
- Affective influences on the intensity of mental effort: 25 years of programmatic research. In: Emotion Review, 2025, 17, S. 46–63.
- Mit M. Richter: Theories and hypotheses: The forgotten plane of the multiverse. In: International Journal of Psychophysiology, 2024, 112438.
- Mit J. R. Falk; D. Framorando; P. M. Gollwitzer; G. Oettingen; K. Brinkmann: Personal choice shields against affective influences on effort in a “do your best” task: Effects on cardiac response. In: International Journal of Psychophysiology, 2024 206, 112457.
- Mit J. R. Falk; P. M. Gollwitzer; G. Oettingen; K. Brinkmann: Depressive symptoms, task choice, and effort: The moderating effect of personal control on cardiac response. In: Psychophysiology, 2024,e14635.
- Mit J. R. Falk; P. M. Gollwitzer; G. Oettingen: Noise annoys - But personal choice can attenuate noise effects on cardiac response reflecting effort. In: Psychophysiology, 2024 61, e14502.
- Mit Y. S. Bouzidi: Cognitive conflict does not always mean high effort: Task difficulty's moderating effect on cardiac response. In: Psychophysiology, 2024, e14580.
- Mit D. Framorando; J. R. Falk; P. M. Gollwitzer; G. Oettingen: Personal task choice attenuates implicit happiness effects on effort: A study on cardiovascular response. In: International Journal of Psychophysiology, 2024,196, 112282.
- Mit A. Decombe; K. Brinkmann; M. Merenciano; D. Capdevielle; S. Raffard: Cognitive effort in schizophrenia: Dissimilar effects on cardiovascular activity and subjective effort. In: Current Psychology, 2023, 42, S. 20737–20747.
- Mit J. R. Falk; P. M. Gollwitzer; G. Oettingen: Noise annoys - But personal choice can attenuate noise effects on cardiac response reflecting effort. In: Psychophysiology, 2023.
- Mit A. E. Abele: Die Theorie der Laienepistemologie und weitere Modelle motivierten Denkens. In: D. Frey; M. Irle (Hrsg.): Theorien der Sozialpsychologie. (Bd. 3, S. 312–333). Huber, Bern 2002.
- Emotion and motivation. In: A. Kappas (Hrsg.): Grolier’s psychology encyclopedia. The brain and the mind (Vol. 2, S. 88–111). Grolier, Danbury, CT 2002.
- Mit J. Krüsken: Selbstverwirklichung macht krank!? Die Wirkung der Bewältigung selbstrelevanter Anforderungen auf das kardiovaskuläre System. In: E. H. Witte; C. Bleich (Hrsg.): Sozialpsychologie des Stresses und der sozialen Unterstützung (S. 11–32).: Pabst Science Publishers, Lengerich 2000.
- Mit A. E. Abele-Brehm: Motivation und Emotion. In: J. H. Otto;  H.A. Eule; H. Mandl (Hrsg.): Emotionspsychologie (S. 297–305). Beltz, Weinheim 2000.
- Mit A. E. Abele: Soziale Informationsverarbeitung. In: W. Kempf; J. Straub; H. Werbik (Hrsg.): Einführung in die Psychologie (S. 579–603). Deutscher Taschenbuch Verlag München, Germany 1997.
- Erwartungsbildung und Überraschung in Leistungssituationen. In: E. H. Witte (Hrsg.): Sozialpsychologie der Motivation und Emotion (S. 113–130). Pabst Science Publishers, Lengerich 1996.